# Emmanuel Arène

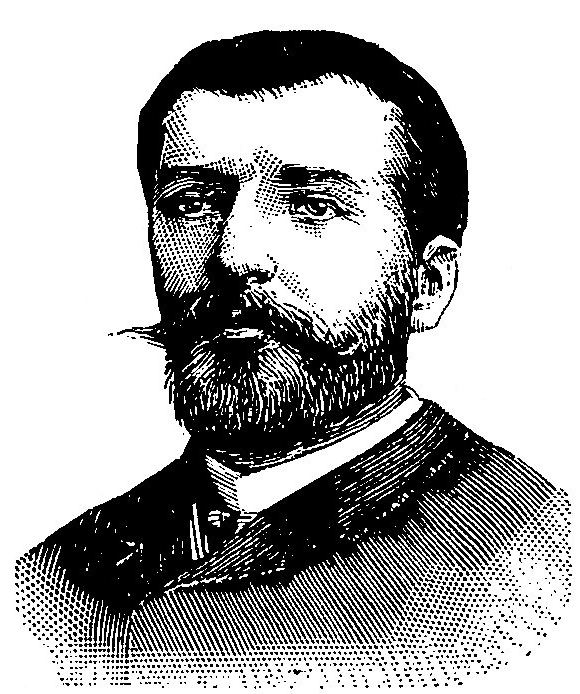
Emmanuel Arène.

Emmanuel Arène, född den 1 januari 1856 i Ajaccio, död den 14 augusti 1908 i Le Fayet i  Savojen, var en fransk författare och politiker.
Arène blev i sin ungdom Edmond Abouts sekreterare och tillika medarbetare i flera republikanska Paris-tidningar. Från 1881 var han en av Korsikas representanter i deputeradekammaren. Som sådan understödde han Gambettas, Jules Ferrys, Waldeck-Rousseaus och Combes ministärer. Från 1904 var han senator för Korsika. Han utgav 1887 en samling noveller, med titeln Le dernier bandit.  Som dramatisk författare samarbetade han med Capus samt 1908 i Le roi ("Kungen") med de Flers och Caillavet.